# رياض القصبجي
رياض القصبجي (13 سبتمبر 1903 - 23 أبريل 1963) ممثل مصري. عمل في بداية حياته العملية كمساري بالسكة الحديد، ونظراً لحبّه واهتمامه المبكر بالتمثيل انضم إلى فرقة التمثيل الخاصة بالسكة الحديد، وأصبح عضوا بارزا بهذه الفرقة، ثم انضم لفرق مسرحية عديدة منها فرقة الهواة وفرقة أحمد الشامي وفرقة علي الكسار وفرقة جورج ودولت أبيض وأخيرا فرقة إسماعيل يس المسرحية

## رياض القصبجي: رمز الكوميديا في السينما المصرية
اشتهر بأدوار الكوميديا، وخصوصاً بدور "الشاويش عطية" في أفلام إسماعيل ياسين. بدأ مشواره موظفًا في السكة الحديد، قبل أن ينتقل إلى المسرح ثم السينما، حيث شارك في أكثر من 100 فيلم. من أبرز أعماله دوره في أفلام "ريا وسكينة" و"إسماعيل ياسين في الجيش"، وما زال يُعد من رموز الفن المصري الكلاسيكي.

## الحالة الصحية
نقل رياض القصبجي إلى المستشفى اكتشف الأطباء إصابته بشلل نصفي في الجانب الأيسر نتيجة ارتفاع ضغط الدم ولم يستطع أن يغادر الفراش ولم يستطع أيضا سداد مصروفات العلاج وفي أبريل عام 1962 كان المخرج حسن الإمام يقوم بتصوير فيلم 'الخطايا' الذي ينتجه عبد الحليم حافظ، وأرسل حسن الإمام إلى الممثل رياض القصبجي للقيام بدور في الفيلم، كان حسن الإمام قد سمع بأن رياض القصبجي قد تماثل للشفاء بعد الشلل الذي أصابه وأنه بدأ يمشي ويتحرك، فأراد أن يرفع من روحه المعنوية وكان الدور مناسبا له.

## وفاتة
بعد عام من تلك الواقعة وتحديدا في 23 أبريل من عام 1963 لفظ رياض القصبجي أنفاسه الأخيرة عن عمر 60 عاما بعد أن قضى سهرة الوداع مع عائلته ولكي تكتمل فصول مأساة رياض القصبجي التي بدأت بالتهام المرض لجسده العريض انتهت بأن أسرته لم تجد ما يغطي تكاليف جنازته وظل جسده مسجّى في فراشه ينتظر تكاليف جنازته ودفنه حتى تبرع بكل هذه التكاليف المنتج جمال. وهكذا كانت نهاية نجم الكوميديا الذي أضحكنا كثيرا مع إسماعيل ياسين درامية وحزينة. اشتهر كثيراً بعد أن ارتبط اسمه باسم الكوميديان الراحل إسماعيل ياسين، وعلى مدار هذه الأفلام وغيرها من الأفلام الأخرى لا يمكن لأحد أن ينسى ضيق الشاويش عطية من إسماعيل يس.

## أعماله
| السنة | الفيلم |
| ----- | --- |
| 1936  | اليد السوداء - الأبيض والأسود |
| 1937  | سر الدكتور إبراهيم - سلامة في الخير |
| 1938  | التلغراف - بحبح باشا |
| 1939  | سلفني 3 جنيه |
| 1941  | ألف ليلة وليلة |
| 1942  | عايدة -علي بابا والأربعين حرامي - بحبح في بغداد |
| 1943  | جوهرة |
| 1944  | برلنتي - حنان - البؤساء - نور الدين والبحارة الثلاثة |
| 1945  | الآنسه بوسة - البني آدم - الحظ السعيد - أميرة الأحلام - حسن وحسن - سلامة - عنتر وعبلة - قتلت ولدي - قصة غرام - ليلة الحظ                                                                           |
| 1946  | أحمر شفايف - أرض النيل - الطائشة - المغني المجهول - راوية - سر أبي - شهرزاد - عودة طاقية الإخفاء - عدو المرأة - لست ملاكا - لعبة الست                                                              |
| 1947  | أبو حلموس - القاهرة بغداد - عدو المجتمع – قلبي دليلي – قلبي وسيفي |
| 1948  | البوسطجي - الريف الحزين - العقاب – الواجب – اليتيمتين – أميرة الجزيرة - بلبل أفندي - حب وجنون - صاحبة العمارة - عنبر - ليلى العامرية - ليت الشباب                                                  |
| 1949  | المجنونة - المرأة - جواهر - عقبال البكاري - نص الليل - ولدي |
| 1950  | أختي ستيتة – المليونير – أمير الانتقام – أنا وأنت – آه من الرجالة – ظلموني الناس – عيني بترف – ليلة الدخلة – ما كانش على البال – معركة الحياة – ياسمين                                             |
| 1951  | ابن النيل – بيت الأشباح – البنات شربات – القافلة تسير – المعلم بلبل – جزيرة الأحلام – خضرة والسندباد القبلي – في الهوا سوا – قطر الندى – وهيبة ملكة الغجر                                          |
| 1952  | الأستاذة فاطمة – الإيمان - المهرج الكبير - النمر – الهوا مالوش دوا – أموال اليتامى – انتصار الإسلام – صورة الزفاف – قدم الخير - مسمار جحا – من أين لك هذا                                          |
| 1953  | ابن الحارة – السيد البدوي – أنا وحبيبي – بلال مؤذن الرسول – حظك هذا الاسبوع – حكم قراقوش – عبيد المال – في شرع مين – قطار الليل – مجلس الإدارة – نشالة هانم – وفاء – ريا وسكينة                    |
| 1954  | الآنسة حنفي – مغامرات إسماعيل يس – إنسان غلبان – إوعى تفكر – بحبوح أفندي - حلاق بغداد - دايما معاك – رقصة الوداع – شيطان الصحراء                                                                   |
| 1955  | إسماعيل يس في الجيش – إسماعيل يس يقابل ريا وسكينة – خالي شغل – مدرسة البنات – نحن بشر – نهارك سعيد                                                                                                 |
| 1956  | إسماعيل يس في البوليس – إزاي أنساك – صراع قي الميناء – المفتش العام – النمرود – زنوبة – سمارة – ودعت حبك                                                                                           |
| 1957  | إسماعيل يس في الأسطول - إسماعيل يس في جنينة الحيوانات - ابن حميدو - إغراء - الجريمة والعقاب - الطريق المسدود - الكمساريات الفاتنات - المتهم - أنت حبيبي - بورسعيد                                  |
| 1958  | إسماعيل يس بوليس حربي - إسماعيل يس في مستشفى المجانين - إسماعيل يس للبيع - أبو عيون جريئة – الأخ الكبير – امسك حرامي – توحة – حب من نار – ساحر النساء – سلطان – سلم ع الحبايب – شارع الحب - كهرمان |
| 1959  | إسماعيل يس في الطيران - إسماعيل يس بوليس سري – العتبة الخضرا ء - أبو احمد - المليونير الفقير – حسن وماريكا – قاطع طريق – لوكاندة المفاجآت - موعد مع المجهول - عفريت سمارة                          |
| 1960  | حب في حب |

تزوج رياض القصبجي مرتين، وأنجب ولدين الأول محمود رياض القصبجي وشهرتة فايق من زوجته الأولى وولد آخر من إحدى زوجاته الأخرى وهو فتحي رياض القصبجي.

## روابط خارجية
- رياض القصبجي على موقع IMDb (الإنجليزية)
- رياض القصبجي على موقع الدهليز
- رياض القصبجي على موقع قاعدة بيانات الأفلام العربية
- رياض القصبجي على موقع قاعدة بيانات الفيلم (الإنجليزية)